# Maialen Chourrautová
Maialen Chourrautová Yurramendiová (* 8. března 1983 Lasarte-Oria) je španělská vodní slalomářka baskického původu, kajakářka závodící v kategorii K1.
Na mistrovstvích světa získala dvě medaile, stříbro v roce 2009 a bronz v roce 2011. Startovala na Letních olympijských hrách 2008, kde skončila šestnáctá. Z londýnské olympiády 2012 si přivezla bronzovou medaili. Na Mistrovství Evropy 2014 získala stříbrnou medaili v závodě hlídek, o rok později vyhrála individuální závod. Zúčastnila se i LOH v Riu 2016, kde závod kajakářek vyhrála. Na Letních olympijských hrách 2020 získala v kategorii K1 stříbrnou medaili.